# Coelogyne pallens
Coelogyne pallens é uma espécie de orquídea epífita, família Orchidaceae, originária do Laos. Alguns consideram esta um sinônimo da Coelogyne fimbriata, porém trata-se de espécie morfologicamente bastante diferente, com pseudobulbos muito mais delicados, e flores de labelo mais alongado, geralmente de cores pálidas.